# تعليم شمولي
التعليم الشمولي هو فلسفة التعليم القائم على فرضية أن كل فرد يجد في الحياة الهوية والمعنى والهدف من خلال صلاته بالمجتمع، والعالم الطبيعي، والقيم الإنسانية مثل العاطفة والسلام. ويهدف التعليم الشمولي لترسيخ تقديس جوهري للحياة والحب والتعلم. وبحسب تعريف رون ميلر، مؤسس مجلة هولستك اجوكيشن ريفيو، أنه غالبا ما يستخدم مصطلح التعليم الشمولي للإشارة إلى أنماط نظم تعليمية أو تربوية تكون أكثر ديمقراطية وإنسانية من التعليم التقليدي. روبن آن مارتن (2003) يصف التعليم الشمولي بأنه: «في أعلى مستوى له، ما يميز التعليم الشمولي عن غيره من أشكال التعليم الأخرى هو أهدافه، مشيرا إلى الأهمية التي يضفيه على العلاقات والقيم الإنسانية الأساسية ضمن بيئة التعلم».